# Филин и кошечка
«Филин и кошечка» или «Путана и умник» (англ. The Owl and the Pussycat) — американская романтическая комедия режиссёра Герберта Росса, вышедшая на экраны в 1970 году. Экранизация одноимённой пьесы Билла Мэноффа. Лента номинировалась на премию «Золотой глобус» за лучшую женскую роль в комедии или мюзикле (Барбра Стрейзанд) и на премию Гильдии сценаристов США за лучшую адаптированную комедию (Бак Генри).

## Сюжет
Интеллектуал и моралист Феликс с ужасом обнаруживает, что живёт бок о бок с женщиной легкого поведения по имени Дорис. В свою очередь, остроумная нахалка Дорис совсем не в восторге от чопорного, невыносимо «правильного» зануды-соседа и не упускает случая поиздеваться над ним. Перепалки героев — главное развлечение всей улицы, с интересом ждущей, когда же они оба придушат друг друга. Однако со временем Феликс и Дорис начинают понимать: их бурные отношения — это то, без чего они уже и не мыслят своей жизни.

## В ролях
- Барбра Стрейзанд — Дорис
- Джордж Сигал — Феликс
- Клейн, Роберт[англ.] — Барни
- Аллен Гарфилд — владелец магазина одежды
- Роз Келли — Элеанор
- Жак Сандулеску — Рапзински
- Мэрилин Чэмберс — девушка Барни